# Euterpe luminosa
Euterpe luminosa är en enhjärtbladig växtart som beskrevs av A.J.Hend., Galeano och Meza. Euterpe luminosa ingår i släktet Euterpe och familjen Arecaceae. IUCN kategoriserar arten globalt som sårbar. Inga underarter finns listade i Catalogue of Life.